# Юсрі Хафез
Юсрі Хафез (араб. يسري حافظ; 30 серпня, 1993, Александрія) — єгипетський боксер, чемпіон Африканських ігор.

## Аматорська кар'єра
2017 року завоював бронзову медаль на чемпіонаті Африки. На чемпіонаті світу 2017 програв у першому бою Джозефу Гудаллу (Австралія).
2019 року став чемпіоном на Африканських іграх в Марокко. На чемпіонаті світу 2019 програв у другому бою Мухаммаду Абдуллаєву (Азербайджан).
На Олімпійських іграх 2020 програв у першому бою Камшибеку Кункабаєву (Казахстан).
2022 року став чемпіоном Африки.
На чемпіонаті світу 2023 програв у другому бою.